# 지리하마 나기사 드라이브웨이

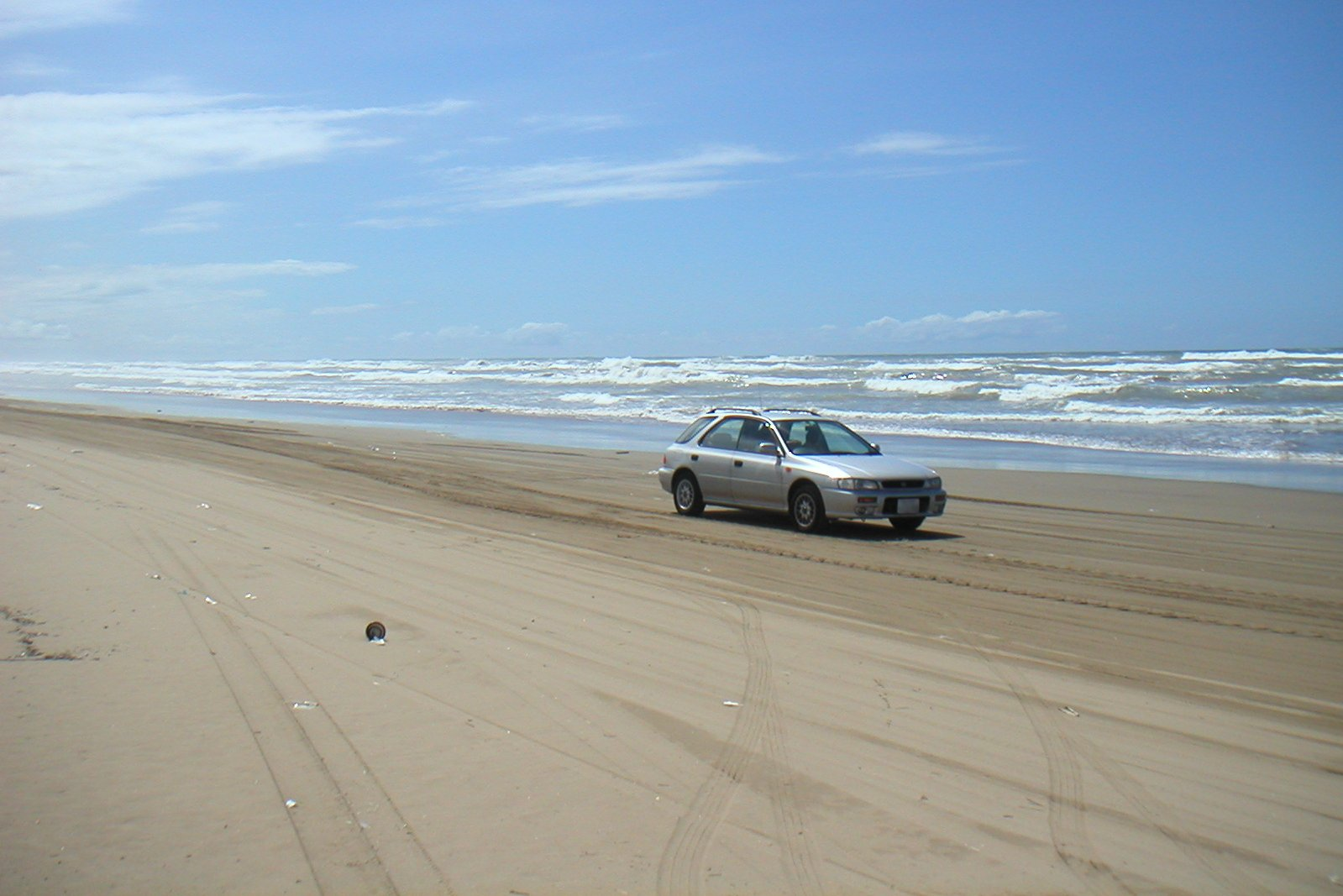
지리하마 나기사 드라이브웨이

지리하마 나기사 드라이브웨이(일본어: 千里浜なぎさドライブウェイ)는 일본이시카와현 하쿠이군 호다쓰시미즈정 이마하마에서부터 같은 현의 하쿠이시 지리하마 정에 이르는 연장 약 8 km의 관광도로이다. 일본에서 유일하게, 일반 자동차가 해변 백사장을 달릴 수 있는 곳으로 알려져 있으며, 이 때문에 영화나 광고 등의 촬영 장소로도 사용된다.
일반 자동차의 주행에 문제가 없는 것은 해안의 모래가 매우 곱고, 모래사장이 단단히 굳혀져 있기 대문이다. 그래서, 보통 모래와 달리 자동차의 무게 때문에 빠지는 경우는 없다. 단, 갓길에 해당하는 도로 말단부 등에는 모래사장이 단단히 굳혀져 있지 않기 때문에 빠질 우려가 있다.
근년, 여타 모래사장과 같이 주변 하천의 호안(護岸) 등에 따른 퇴적량 감소로 모래사장의 침식이 심각한 문제가 되고 있다.

## 같이 보기
- 일본 둔치 100선